# Attentati di Baga del 2015
Il massacro di Baga del 2015 è un insieme di attacchi terroristici e di uccisioni di massa compiuti dall'organizzazione terroristica jihādista Boko Haram nella città nigeriana di Baga (nello Stato di Borno) tra il 3 e il 7 gennaio 2015.
L'attacco è stato compiuto su larga scala e ha portato alla distruzione di 16 villaggi e della città stessa di Baga.
La quantità di vittime è attualmente difficile da accertare: le prime notizie, diffuse da diverse fonti interne dell'esercito nigeriano, riportavano "2.000 morti"; nei giorni successivi si è parlato genericamente di "centinaia" di vittime accertate e una quantità di feriti tale da non riuscire a provvedere alle cure.
La strage segue quella compiuta due anni prima in cui morirono 185 persone e 2.000 case vennero rase al suolo, durante gli scontri tra i militari nigeriani e Boko Haram.
Secondo Amnesty International, se le stime delle vittime verranno accertate, si tratterebbe ''del peggior massacro di sempre portato avanti da Boko Haram".

## I fatti

### Obiettivi dei terroristi
La città di Baga, nello Stato del Borno, è un importante centro strategico per la presenza della base-quartiere generale del Multinational Joint Task Force (MNJTF), una forza internazionale creata tra il 1994 e il 1995 da soldati della Nigeria, del Niger e del Ciad con l'obiettivo di rafforzare la zona di frontiera e, più recentemente, di contrastare gli attacchi terroristici di Boko Haram, che dal 2009 ha l'obiettivo dichiarato di stabilire uno stato a matrice islamica e fondamentalista nel paese.

Nell'agosto del 2014 il leader di Boko Haram Abubakar Shekau ha "annunciato l'istituzione di un" califfato islamico"", occupando in breve tempo ogni angolo dello stato del Borno e della Nigeria del nord-est. Fino alla fine del 2014, faceva eccezione la città di Baga, "ultimo posto del Borno sotto il controllo del governo nazionale".

### L'attacco a Baga e nei villaggi
Nella giornata del 3 gennaio 2015, con un attacco a sorpresa, i terroristi hanno attaccato la città, mettendola a ferro e fuoco, e occupato la base del MNJTF. Come appurato dalle molte testimonianze, la carneficina è durata per giorni e i terroristi, che sono giunti a Baga da ogni parte della città, hanno inseguito ed ucciso gli abitanti in fuga, molti dei quali hanno trovato riparo nella boscaglia o sul lago Ciad, ma sono stati trovati e barbaramente trucidati.